# 招魂社
招魂社（しょうこんしゃ、旧字体：招魂社󠄁）は、明治維新のために殉難した死者を慰霊する目的で諸藩に設けられた招魂場に由来し、明治維新前後から、また以降に国家のために殉難した人の霊を祭る各地の神社。

## 解説

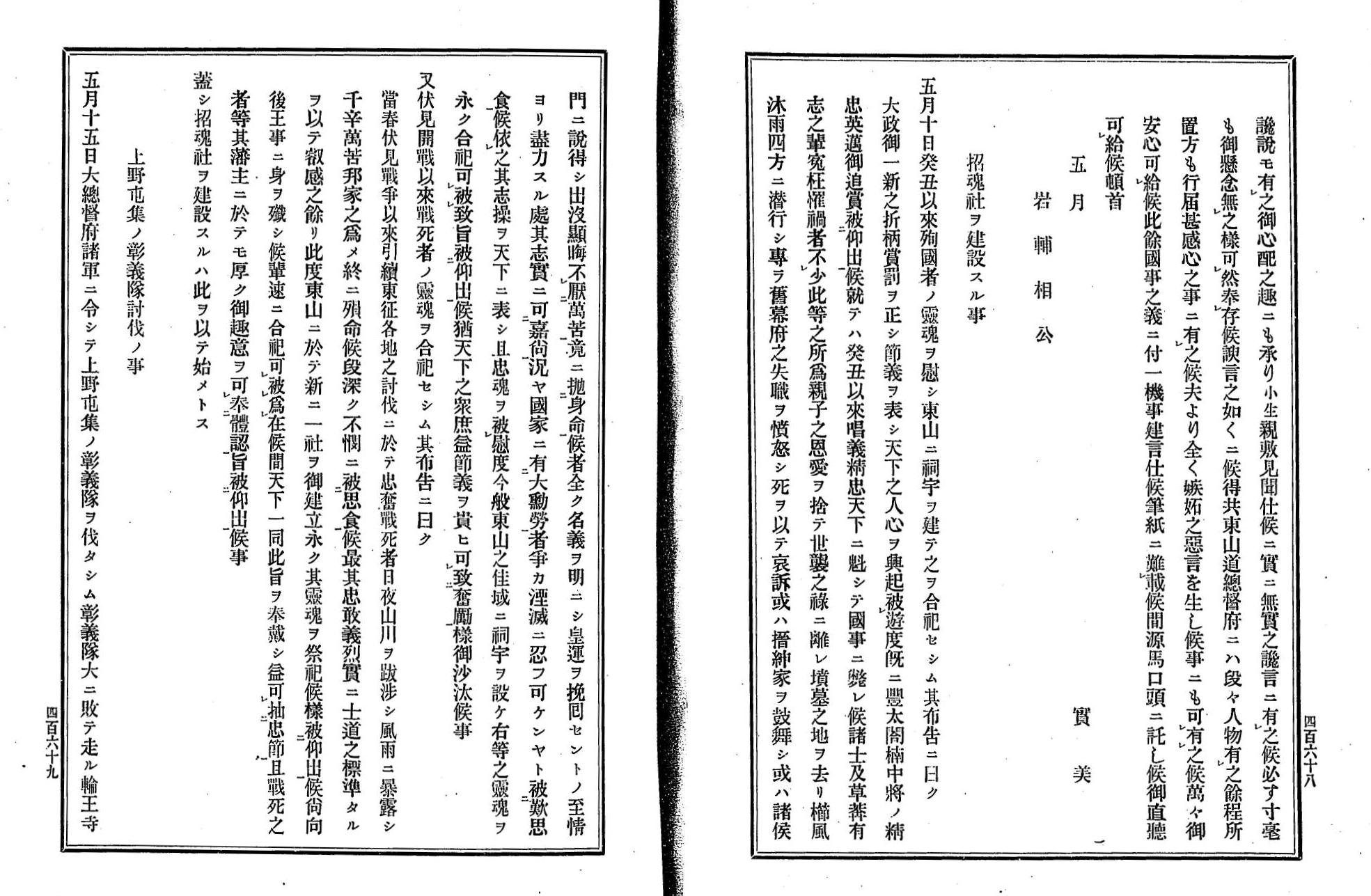
岩倉具視「招魂社を建設する事」。

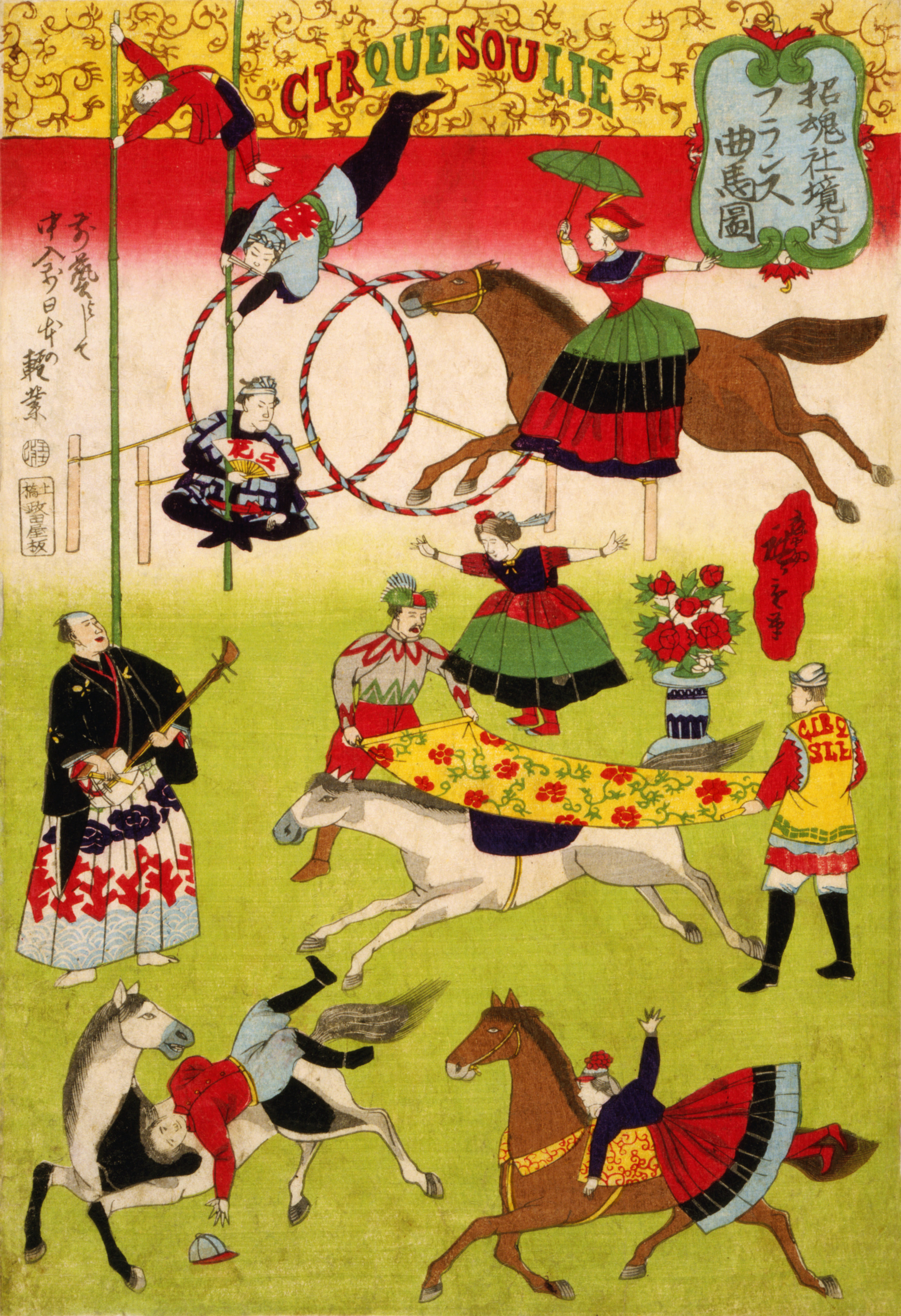
招魂社競馬も開催された。

1863年（文久3年）に高杉晋作は、下関戦争での戦没者の霊を慰めるため、また、今後の戦いに臨むに当たって自分たちの生墳（生前にあらかじめ建てておく墓）が必要であると発起し、奇兵隊の賛同を得て隊員共同の招魂場を設置することになった。日本初の招魂社となる櫻山招魂場（現・櫻山神社）は1864年（元治元年）5月に山口県下関市に築かれ、翌年8月に社殿が完成した。櫻山招魂場は、その後の四境戦争、戊辰戦争の戦没者を始め、吉田松陰や久坂玄瑞といった倒幕と維新のために尽力した志士を合祀している。
生前の身分に関わらず個々の戦没者を隠り身として祀る招魂社の発想は、その後全国に広がった。
東京招魂社は1879年（明治12年）に明治天皇の命名により靖国神社と改称、地方の主な招魂社は1939年（昭和14年）護国神社と改称している。
王朝時代には、死者に対する陰陽道の招魂祭（しょうこんのまつり）は禁止されていた。死者・生者に対する神道儀礼は鎮魂祭と称されていた。靖国神社の旧称「東京招魂社」は「在天の神霊を一時招祭するのみなるやに聞こえて万世不易神霊厳在の社号としては妥当を失する」可能性があるために廃されたという。ただし、名称変更後も「招魂祭」（しょうこんさい）は続けられた。